# Deštná (Jindřichův Hradec-i járás)
Deštná település Csehországban, a Jindřichův Hradec-i járásban. Deštná Světce, Vícemil, Lodhéřov, Pluhův Žďár, Březina, Budislav és Chotěmice településekkel határos. Lakosainak száma 728 fő (2024. január 1.).

## Népesség
A település lakosságának változását az alábbi diagram mutatja:
| Lakosok száma | 1653 | 1550 | 1321 | 967  | 685  | 664  | 754  | 749  | 739  | 728  |
|               | 1869 | 1890 | 1921 | 1950 | 1980 | 2001 | 2017 | 2019 | 2022 | 2024 |